# فاروق شيعلي
فاروق شيعلي مهندس ووزير جزائري، يشغل منصب وزير الأشغال العمومية والنقل الجزائرية ابتداءًا من يناير 2020.

## نبذة
ولد فاروق شيعلي في 7 يوليو 1945 بتلمسان.
تخرّج فاروق شيعلي بشهادة مهندس من جامعة لوزان السويسرية، كان يشغل منصب إطار كبير بوزارة الأشغال العمومية (المدير العام للطرق) قبل تعيينه وزيرا للقطاع الذي انضم إليه في سنة 1976.
كان مسؤولا على أشغال الطريق السيار شرق غرب منذ بدايات المشروع في سنة 2005، كما شغل منصب رئيس الصندوق الوطني لتطوير المعدات، الجهة المسؤولة عن التحقق من صحة الدراسات حول مشاريع البنية التحتية الكبيرة.

## أهداف
بحكم الخبرة التي اكتسبها من منصب رئيس الصندوق الوطني لتطوير المعدات، يدعو فاروق شيعلي إلى القيام بالدراسات الخاصة العميقة والدقيقة منذ البداية قبل الشروع في الإنجاز لتفادي الانزلاقات التي شهدتها بعض مقاطع الطريق السيار، لذلك يرى بأن مكاتب الدراسات والمخابر المختصة يجب الاعتناء بدراسة نوعية التربة واتخاذ االتدابير اللازمة لأي مشروع قبل بدايته.
ومن بين أهداف الوزير عند تعيينه على رأس وزير الأشغال العمومية والنقل الجزائرية في 2020، هو إدراج الأنظمة الذكية في تسيير حركة المرور في المدن الكبرى، حيث صرح بأن «ذلك يتطلب تشييد البنية التحتية وفق ما تتطلبه متطلبات كل ولاية من الولايات»”، كما سطر أربعة محاور أساسية في برنامج عمله، من أبرزها السهر على مواصلة تنفيذ برنامج التنمية، وإنجاز البنية التحتية للنقل. و«تحسين نوعية الخدمات على مستوى النقل العمومي، من خلال تجسيد مشاريع إستثمارية جديدة»، كما أكد على أن البرنامج الجديد لقطاعه يرتكز على «إستكمال البرنامج الخاص بالسكك الحديدية عبر ربوع الوطن”، وكذا “مواصلة تنفيذ برنامج دعم القدرات في نقل الجوي والبحري»، وكذلك «المواصلة أيضا في دعم وتجديد الأسطول البحري والجوي الوطني، من خلال ترشيد الميزانية الخاصة لكل قطاع».

## المناصب
- من 1976 إطار بوزارة الأشغال العمومية
- مدير الطرق بوزارة الأشغال العمومية
- رئيس الصندوق الوطني لتطوير المعدات
- من 11 سبتمبر 2013 إلى غاية 13 مارس 2014. وزيراً للأشغال العمومية في حكومة سلال الثانية.[7]
- من 2 يناير 2020 إلى غاية 23 يونيو 2020. وزيراً للأشغال العمومية والنقل في حكومة جراد الأولى.[8][9]
- من 23 يونيو 2020 إلى غاية 21 فبراير 2021. وزيراً للأشغال العمومية في حكومة جراد الثانية.[10]